# Limnephilus sylviae
Limnephilus sylviae är en nattsländeart som beskrevs av Donald G. Denning 1949. Limnephilus sylviae ingår i släktet Limnephilus och familjen husmasknattsländor. Inga underarter finns listade i Catalogue of Life.